# Hektar

Hur en hektar och en ar definieras.

Hektar (ha) är en areaenhet som betecknas med enhetssymbolen ha. En hektar är 10 000 kvadratmeter (m²), 1 kvadrathektometer (hm²) eller 0,01 kvadratkilometer (km²), vilket motsvarar arean av en kvadrat med sidan 100 meter (100 m × 100 m). Den här äldre enheten inom metersystemet används främst vid mätning av landområden, oftast skog och jordbruksmark men även större tomter (från cirka 1,0 ha).
1795, när metersystemet introducerades, definierades ar som 100 kvadratmeter och hektar (från hekto och ar) som 100 ar eller 1/100 km². När metersystemet 1960 genomgick en förenkling, vilket resulterade i Internationella måttenhetssystemet (SI), inkluderades inte ar som en officiell enhet. Hektar fortsatte dock att accepteras som en tilläggsenhet och nämndes i sektion 4.1 av den officiella SI-broschyren som en enhet som ”förväntas ha fortsatt användning under överskådlig framtid”.

## Historik
Metersystemet blev 1795 fransk standard, genom beslut av den franska revolutionsregeringen. Lagen från den 18 germinal, år III (7 april 1795) slog fast fem måttenheter:
- Meter för längd
- Ar (100 m²) för (land)area
- Stère (1 m³) för volym av staplad ved[5]
- Liter (1 dm³) för volym av vätskor
- Gram för massa

Trots att lagen definierade längden av en meter, fanns det inget praktiskt sätt att korrekt mäta upp en meter (eller i förlängningen en ar). Detta löstes 1799 när den första standardmetern tillverkades och togs i bruk.
Standardmetern var kvar i förvar hos den franska regeringen fram till 1875. Då slöts Meterkonventionen och standardmetern övergick i internationell ägo, kontrollerad av Allmänna konferensen för mått och vikt (CGPM). Vid CGPM:s första möte 1889 antogs en ny standardmeter, tillverkad av Londonfirman Johnson Matthey & Co, vilket automatiskt omdefinierade både ar och hektar.
1960, när metersystemet uppgraderades till Internationella måttenhetssystemet (SI), fick ar inget officiellt erkännande. Internationella byrån för mått och vikt (BIPM) nämner inte ar i sin nuvarande definition av SI (2019), men man klassificerar hektar som en "icke-SI-enhet som accepteras för bruk tillsammans med SI-enheterna".
1972 antog Europeiska ekonomiska gemenskapen (EEG) direktiv 71/354/EEG. Där räknade man upp de måttenheter som kunde användas inom gemenskapen, och man följde här i praktiken CGPM:s rekommendationer. Dessutom lade man till några kompletterande enheter, inklusive ar (och underförstått hektar) vars användning begränsades till landarea.

## Enheterna
Namnen centiar, deciar och hektar bildas genom att man lägger till metersystemets standardprefix till den ursprungliga basenheten för area – ar.

### Centiar
Centiar (förkortning: ca) synonymt med en kvadratmeter.

### Deciar
Deciar är samma som tio kvadratmeter.

### Ar
Ar är i allmänt bruk för att mäta upp fastighetsarea, särskilt i Indonesien, Indien, Tjeckien och Slovakien, samt i länder där man talar franska, portugisiska, nederländska och tyska.
I Ryssland och andra före detta sovjetiska delrepubliker används enheten sotka (сотка, 'hundradel') med exakt samma storlek som ar. Enheten används för att beskriva tomtstorleken hos en datja eller kolonilott eller storleken på en mindre stadspark.

### Dekar
Dekar (förkortning: daa) är bildat med prefixet deka- och motsvarar 10 ar eller 1 000 kvadratmeter. Det används i Norge och i före detta osmanska områden i Mellersta östern och på Balkan som ett areamått för landyta. Istället för dekar används namnen på traditionella areaenheter, fast omdefinierade till ett dekar:
- Stremma i Grekland[11]
- Dunam, dunum, donum eller dönüm i Israel, Jordanien, Libanon, Syrien och Turkiet[12]
- Mål används ibland i betydelsen dekar i Norge, efter den gamla måttenheten med ungefär samma utsträckning (1/4 tunnland).

### Hektar
Hektar (förkortning: ha eller HAR) är den enda icke-SI-enhet som är officiellt accepterad för bruk tillsammans med SI-enheterna. Den är i omfattande internationellt bruk för uppmätning av större landområden, och den är legal areaenhet för ägande av mark, planering och förvaltning – inklusive lagfarter, jordbruk, skogsbruk och stadsplanering – inom hela EU. USA och Myanmar använder istället engelska tunnland (acre). Québec använder en blandning mellan hektar (officiellt),  acre (0,4047 ha; officiell enhet från 1760- till 1970-talet) och den äldre franska enheten arpent (0,34 ha). Övriga Kanada använder officiellt hektar, men acre är fortfarande väl spritt.
I många länder omdefinierade eller klargjorde metersystemets införande de existerande enheterna. Följande traditionella areaenheter har omdefinierats till att motsvara exakt en hektar:
- Jerib i Iran
- Djerib i Turkiet[22]
- Gong Qing (公顷 - gōngqǐng) i Fastlandskina
- Manzana i Argentina
- Bunder i Nederländerna (fram till 1937)[23][24]

Den traditionella svenska areaenheten tunnland motsvarar 0,4936 hektar, men i dagligt tal använder man (inom jordbruket) ofta en 2:1-konvertering mellan de båda enheterna.

## Källhänvisningar
Den här artikeln är helt eller delvis baserad på material från engelskspråkiga Wikipedia, 20 december 2014.
1. ↑  Metersystemet i Nordisk familjebok (andra upplagan, 1913)
2. 1 2  "Official SI website: Table 6. Non-SI units accepted for use with the International System of Units". Bipm.org. Läst 22 december 2014. (engelska)
3. ↑  BIPM (20 mars 2014). ”SI Brochure, Table 6”. http://www.bipm.org/en/publications/si-brochure/table6.html. Läst 17 november 2014.
4. ↑  ”La loi du 18 Germinal an 3 « la mesure [républicaine de superficie pour les terrains, égale à un carré de dix mètres de côté »”] (på franska). Le CIV (Centre d'Instruction de Vilgénis) – Forum des Anciens. http://aviatechno.free.fr/unites/nouveausys.php. Läst 25 december 2014.
5. ↑  
Thierry Thomasset. ”Le stère” (på franska). Tout sur les unités de mesure [All the units of measure]. Université de technologie de Compiègne. Arkiverad från originalet den 21 juli 2011. https://web.archive.org/web/20110721011132/http://www.utc.fr/~tthomass/Themes/Unites/unites/infos/stere/Le%20stere.pdf. Läst 25 december 2014.
6. ↑  F J Smith. ”Standard Kilogram Weights – A Story of Precision Fabrication”. Platinum Metals Rev., 1973, 17, (2). Arkiverad från originalet den 9 juni 2011. https://web.archive.org/web/20110609194754/http://www.platinummetalsreview.com/pdf/pmr-v17-i2-066-068.pdf. Läst 25 december 2014.
7. ↑  ”SI-broschyr (kapitel 4; tabell 8)”. CIPM. 2022 (2019). Arkiverad från originalet den 7 januari 2023. https://web.archive.org/web/20230107212453/https://www.bipm.org/documents/20126/41483022/SI-Brochure-9.pdf/fcf090b2-04e6-88cc-1149-c3e029ad8232?version=1.21&t=1671101063858&download=true. Läst 9 december 2023.
8. ↑  ”"Council Directive of 18 October 1971 on the approximation of laws of the member states relating to units of measurement, (71/354/EEC)".”. Arkiverad från originalet den 25 april 2009. https://web.archive.org/web/20090425221644/http://eur-lex.europa.eu/Notice.do?mode=dbl&lang=en&lng1=en,nl&lng2=da,de,el,en,es,fr,it,nl,pt,&val=22924:cs&page=1&hwords=. Läst 26 december 2014. Europa.eu. Läst 25 december 2014. (engelska)
9. ↑  
”Decrease in total grain yield”. Grain and oil seeds, area and production, 2002. Norsk Statistikk. http://www.ssb.no/korn_en/arkiv/art-2003-03-19-01-en.html. Läst Läst 25 december 2014.
10. ↑  ”Market of agricultural land in Bulgaria”. BNR Radio Bulgaria. 5 oktober 2010. Arkiverad från originalet den 22 oktober 2010. https://web.archive.org/web/20101022061357/http://www.bnr.bg/sites/en/Economy/Pages/0510Marketofagriculturalland.aspx. Läst 25 december 2014.
11. ↑  Λεξικό της κοινής Νεοελληνικής, Ινστιτούτο Νεοελληνικών Σπουδών, Θεσσαλονίκη, 1998. ISBN 960-231-085-5
12. ↑  El-Eini, Roza I.M. (2006). ”Currency and Measures” (på engelska). Mandated landscape: British imperial rule in Palestine, 1929–1948. Routledge. sid. xxiii. ISBN 978-0-7146-5426-3. https://books.google.com/books?id=ekQOAAAAQAAJ&dq=El-Eini+%22Mandated+Landscape%22&printsec=frontcover&source=bl&ots=Nqqy5AZ68a&sig=7a4faV6n_F9rSonfla0pC5wCGZA&hl=en&ei=xPz_SfHgJqXhtge_lJWQBw&sa=X&oi=book_result&ct=result&resnum=1#PPR23,M1. Läst 25 december 2014
13. ↑  Svenska Akademiens ordbok: hektar
14. ↑  Bureau international des poids et mesures (2006) (på engelska). The International System of Units (SI). http://www.bipm.org/utils/common/pdf/si_brochure_8_en.pdf. Läst Läst 26 december 2014.
15. ↑  The Council of the European Communities (27 maj 2009). ”Council Directive 80/181/EEC of 20 december 1979 on the approximation of the laws of the Member States relating to Unit of measurement and on the repeal of Directive 71/354/EEC” (på engelska). http://eur-lex.europa.eu/LexUriServ/LexUriServ.do?uri=CONSLEG:1980L0181:20090527:EN:PDF. Läst 26 december 2014.
16. ↑  ”AppendixG –WeightsandMeasures” (på engelska). The World Factbook. CIA. 2006. Arkiverad från originalet den 6 april 2011. https://web.archive.org/web/20110406124728/https://www.cia.gov/library/publications/the-world-factbook/appendix/appendix-g.html. Läst 26 december 2014.
17. ↑  ”Working Paper No.6 - Agroindustry in Myanmar”. Arkiverad från originalet den 15 maj 2013. https://web.archive.org/web/20130515190933/http://www.agrifoodconsulting.com/ACI/uploaded_files/project_report/project_46_364535920.pdf. Läst 26 december 2014. MYA/01/008 Agriculture Sectore Review. Läst 26 december 2014. (engelska)
18. ↑  "Conversion factors". Statcan.gc.ca. Läst 26 december 2014. (engelska)
19. ↑  "ÂCRE – ARPENT - HECTARE". Pbworkds.com. Läst 9 december 2023. (engelska)
20. ↑  "British Columbia Forest Facts". Canadaslogpeople.com. Läst 26 december 2014. (engelska)
21. ↑  "Hectare". Britannica.com. (engelska)
22. ↑  Chisholm, Hugh (1911) (på engelska). The Encyclopædia britannica: a dictionary of arts, sciences, literature and general information. The Encyclopædia Britannica Company. sid. 442. https://books.google.com/books?id=OkMOAQAAMAAJ&pg=PA442. Läst 26 december 2014
23. ↑  Oscar van Vlijmen (11 september 2006). ”Oppervlakte [Area”] (på nederländska). Eenheden, constanten en conversies [Units, constants and conversion]. Arkiverad från originalet den 19 juni 2021. https://web.archive.org/web/20210619223013/https://home.kpn.nl/vanadovv/Opp.html. Läst 26 december 2014.
24. ↑  Jacob de Gelder (1824) (på nederländska). Allereerste Gronden der Cijferkunst. 's Gravenhage and Amsterdam: de Gebroeders van Cleef. sid. 156. https://books.google.co.uk/books?id=XYVbAAAAQAAJ&printsec=frontcover#v=onepage&q&f=false. Läst 26 december 2014
25. ↑  "tunnland". NE.se. Läst 25 december 2014.